# Winds
Winds es una banda noruega de metal progresivo y metal neoclásico formada en 1998. Su música está fuertemente influenciada por la música clásica gracias al piano de Andy Winter y a los solos de guitarra de Carl August Tidemann. Las letras, escritas por Andy Winter, hablan sobre el existencialismo y la filosofía astral.

## Historia
Winds nació en 1998 en la confluencia de cuatro músicos con diferentes raíces musicales: el batería Jan Axel von Blomberg (miembro de la banda de black metal Mayhem, entre otros), el pianista de formación clásica Andy Winter, el guitarrista virtuoso Carl August Tidemann y el vocalista Lars Eric Si. Una vez finalizada la grabación de su primer álbum, Of Entity and Mind, en el año 2000, el sello Avantgarde Music les ofreció un contrato de dos discos que fue firmado sin que la banda contrastara otras ofertas.
Mientras Of Entity and Mind recibía buenas críticas, Winds se encontraba grabando su siguiente trabajo, titulado Reflections of the I, finalmente publicado en 2002 y que fue de nuevo acogido calurosamente por la crítica. Una vez terminado el contrato con Avantgarde Music, la banda firmó con The End Records, que tenía los derechos de los álbumes de la banda en América, por tres discos más.
Antes incluso de haber publicado Reflections of the I, la banda ya tenía compuestas la mayoría de las canciones para su siguiente disco. Sin embargo, un año plagado de compromisos de sus miembros con otras bandas y proyectos relegaron a Winds a un segundo plano. A finales de 2003, la banda comienza de nuevo su actividad para entrar en el estudio y terminar de grabar lo que sería su tercer álbum, The Imaginary Direction of Time, publicado en 2004.
Al igual que había sucedido tras la publicación de Reflections of the I, cada uno de los miembros de Winds enfocó su actividad en otros proyectos después de The Imaginary Direction of Time, no sin antes haber escrito algunas de las ideas presentes en su siguiente trabajo. Una vez finalizado el parón, la banda se dispuso a grabar su cuarto trabajo, un proceso que duró tres años. Prominence and Demise presenta la colaboración de varios músicos invitados como Dan Swanö (Edge of Sanity, Nightingale), Lars Nedland (Solefald, Borknagar), Øystein Moe (Ulver, Tritonus) y Agnete Kirkevaag (Madder Mortem), y está considerado por muchos como su trabajo más complejo hasta la fecha.

## Miembros
- Lars E. Si aka Eikind (Age of Silence, ex-Khold, Before the Dawn) - voz, bajo
- Carl August Tidemann (ex-Arcturus, Tritonus) - guitarra
- Andy Winter (Age of Silence) - piano
- Jan Axel Blomberg aka Hellhammer (Age of Silence, Arcturus, The Kovenant, Mayhem, Mezzerschmitt, Thorns, Dimmu Borgir) - batería

## Discografía
- Of Entity and Mind (2001) - Avantgarde Music
- Reflections of the I (2002) - Avantgarde Music/The End Records
- The Imaginary Direction of Time (2004) - The End Records
- Prominence and Demise (2007) - The End Records